# 노먼 포스터 램지

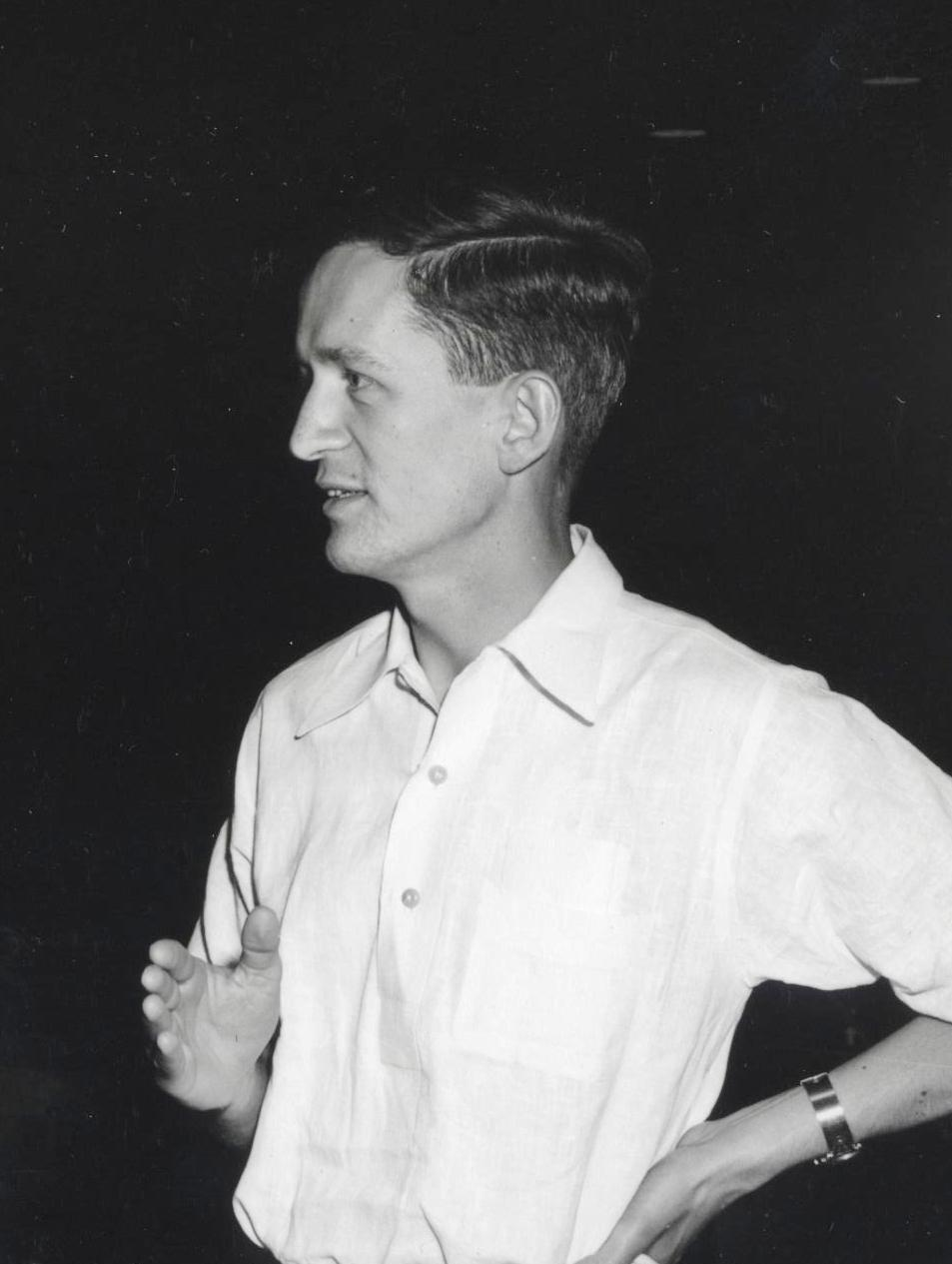

노먼 포스터 램지(Norman Foster Ramsey, Jr., 1915년 8월 27일 ~ 2011년 11월 4일)는 미국의 물리학자이다.

## 생애
노먼 포스터 램지는 1915년 8월 27일 당시 캔자스 대학교의 교수였던 미나 바우어 램지(Minna Bauer Ramsey)에게서 워싱턴 D.C.에서 태어났다. 리븐워스 고등학교를 졸업하고 1930년 컬럼비아 대학교에 입학하여 1935년, 1940년 각각 학사 학위, 박사 학위를 취득하였다. 1947년 하버드 대학교의 물리학 교수에 취임하여 그 뒤 40년 동안 그 직위에서 일하였다. 1950년 동안 NATO의 첫 과학 고문이 되어 유럽의 과학자들을 훈련시키기 위한 일련의 장학금, 서머 스쿨 프로그램을 시작하였다.
1986년, 하버드 대학교에서 은퇴하였으나 콜로라도 대학교의 JILA의 연구원으로서 한 해 동안 물리학 분야에서 활동하였다.
1989년에는 원자 시계 구성에 중요한 응용이 되는 원자 및 분자빔 자기공명법을 발명한 공로로 워싱턴 대학교 한스 게오르크 데멜트와 함께 노벨 물리학상을 받았다.
그의 첫 아내 Elinor는 1983년 사망하였고, 그 뒤 Ellie Welch of Brookline와 재혼하였다. 램지는 2011년 11월 4일, 미국 매세츠세츠 주에서 사망하였다.

## 학력
- 1926~1930: 리븐워스 고등학교 (졸업)
- 1930~1931: 캔자스 대학교
- 1931~1935: 컬럼비아 대학교 (학사)
- 1935~1940: 컬럼비아 대학교 (박사)